# Ecnomus aliceae
Ecnomus aliceae är en nattsländeart som beskrevs av Cartwright 1998. Ecnomus aliceae ingår i släktet Ecnomus och familjen trattnattsländor. Inga underarter finns listade i Catalogue of Life.